# Бикович, Милош
Ми́лош Би́кович (серб. Милош Биковић; род. 13 января 1988, Белград, Югославия) — сербский и российский актёр театра и кино, продюсер, певец.

## Биография

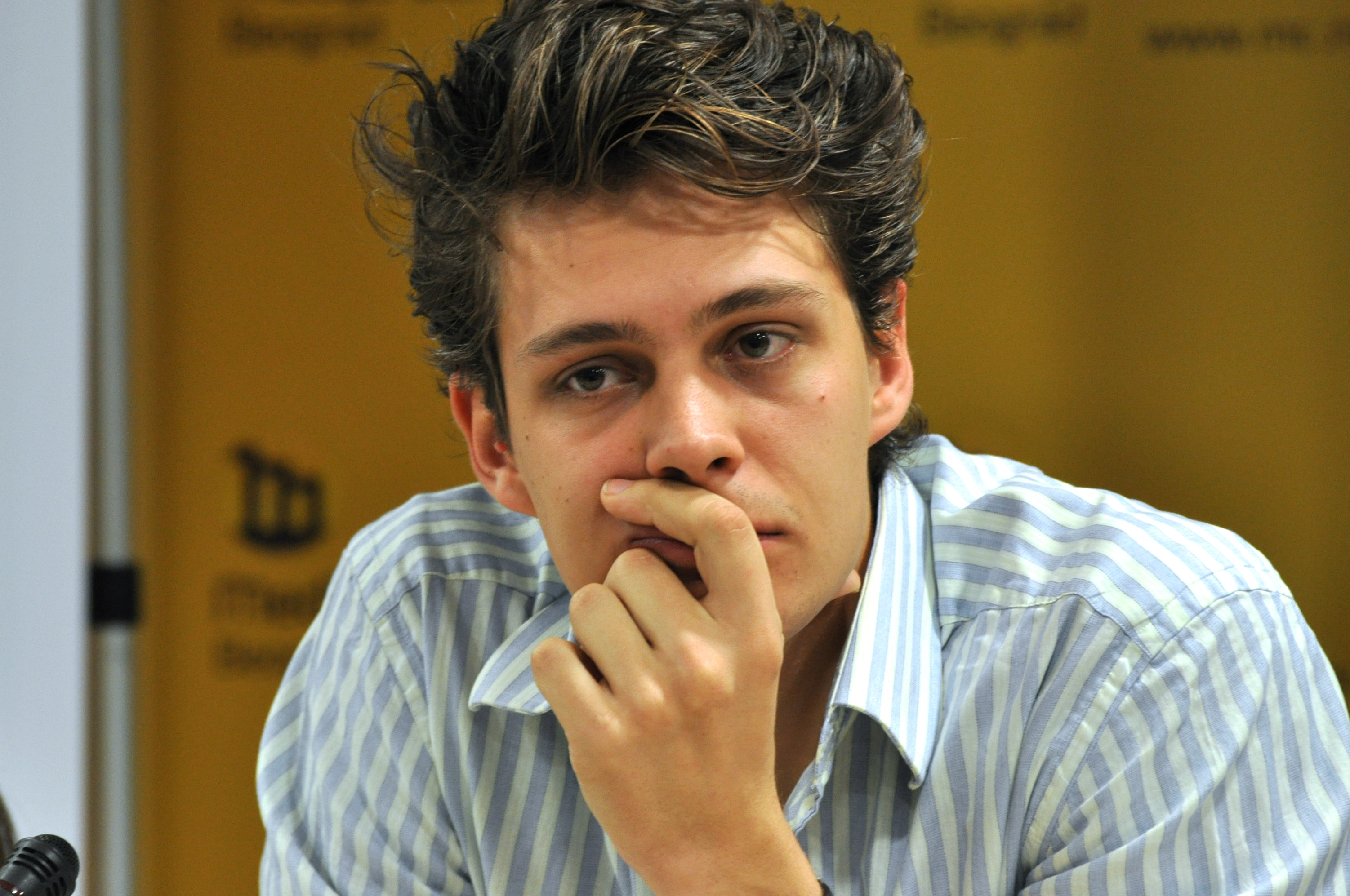
Милош Бикович в 2011 году

Родился 13 января 1988 года в Белграде. Первую работу получил в 13 лет — стал ведущим на детском телевидении. Окончил Белградский университет искусств (факультет драматического искусства).
Бикович — актёр Белградского драматического театра. Также играет в Национальном театре Белграда.
В Сербии получил известность, исполнив главную роль в историческом фильме «Монтевидео: Божественное видение». Имеет сербские кинематографические награды. В 2014 году срежиссировал и смонтировал клип сербской певицы, а также сам снялся в этом клипе.
На Московском кинофестивале, где он представлял сербский фильм, познакомился с Никитой Михалковым и был приглашён в фильм «Солнечный удар», с которого началась его российская кинокарьера.
В России стал известен благодаря участию в сериалах «Отель Элеон», «Гранд» и «Крылья Империи», а также в фильмах «Духless 2», «Лёд», «Балканский рубеж», «Холоп» и «Холоп 2», «Отель Белград» и «Вызов». В 2020 году сыграл заглавную роль Муслима Магомаева в российском телесериале «Магомаев»; в 2024 году снялся в главной роли в совместном российско-китайском проекте — ретро-детективе «Красный шёлк».
С 24 февраля 2021 года имеет гражданство Российской Федерации.
В 2023 году дебютировал как певец: 6 октября вышел его первый сингл «Танцуешь со мной», за который получил «Золотой граммофон» в номинации киноэксперимент года.

## Личная жизнь
В 2016 году встречался с российской моделью Сашей Лусс, затем (с 2016 по 2018 год) — с Аглаей Тарасовой, актрисой, с которой он вместе снимался в фильме «Лёд» (расстались в начале 2018; однако несколько лет спустя снялись, по выражению Биковича, «профессионально», в главных ролях в фильме «Холоп 2»). 
С конца 2018 года встречался с сербской моделью Барбарой Таталович, отношения с которой длились полтора года — до конца 2019. 
Около года встречался с танцовщицей Ариной Волошиной (расстались в 2021).
В апреле 2023 года впервые появился на публике со своей девушкой Иваной Малич. 18 сентября 2023 года стало известно, что пара ждёт ребёнка. 28 декабря 2023 года они поженились. 9 января 2024 года родился сын.

## Критика
В феврале 2024 года HBO расторгла контракт с Милошем Биковичем после получения им роли в третьем сезоне телесериала «Белый лотос». Ранее, против участия Биковича в сериале выступил МИД Украины, который обвинил актёра в поддержке российского вторжения в Украину и аннексии Крыма.

## Фильмография
| Год       |   | Русское название                 | Оригинальное название        | Роль                                         |
| --------- | - | -------------------------------- | ---------------------------- | -------------------------------------------- |
| 2004—2005 | с | Доллары приходят                 | Стижу долари                 | Небойша Лютич                                |
| 2005—2006 | с | Доллары приходят-2               | Стижу долари 2               | Небойша Лютич                                |
| 2006—2011 | с | Белая ладья                      | Бела лађа                    | Филипп Пантич                                |
| 2007—2008 | с | Аисты вернутся                   | Вратиће се роде              | Филипп                                       |
| 2009      | ф | Задание: 10 минут                | Задатак: Десет минута        | Милан                                        |
| 2010      | ф | Монтевидео: Божественное видение | Монтевидео, Бог те видео!    | Александр Тирнанич                           |
| 2010      | ф | Мешано мясо                      | Мешано месо                  | Приставучий                                  |
| 2012      | ф | Шляпа профессора Вуйича          | Шешир професора Косте Вујића | Мика Алас                                    |
| 2013      | ф | Великий                          | Great                        | Никола Радошевич                             |
| 2013—2014 | с | Равна Гора                       | Равна Гора                   | Лейтенант Гарич                              |
| 2014      | ф | Когда любовь опаздывает          | Кад љубав закасни            | Радмило                                      |
| 2014      | ф | До встречи в Монтевидео!         | Монтевидео, видимо се!       | Александар Тирнанич                          |
| 2014      | с | Женатый холостяк                 | Самац у браку                | Радмило                                      |
| 2014      | ф | Солнечный удар                   |                              | Николай (Кока) (озвучивает Арсений Семёнов)  |
| 2015      | ф | Станем чемпионами мира           | Бићемо прваци света          | Радомир Шапер                                |
| 2015      | ф | Духless 2                        |                              | Роман (озвучивал Григорий Калинин)           |
| 2015      | ф | Без границ                       |                              | Игорь                                        |
| 2016—2017 | с | Отель Элеон                      |                              | Павел                                        |
| 2017      | ф | Мифы                             |                              | Илья Курков                                  |
| 2017      | с | Крылья империи                   |                              | Сергей Кирсанов-Двинский                     |
| 2017      | ф | Абсурдный эксперимент            | Апсурдни експеримент         |                                              |
| 2018      | с | Гранд                            |                              | Павел                                        |
| 2018      | ф | Лёд                              |                              | Леонов (озвучивает Роман Полянский)          |
| 2018      | ф | За гранью реальности             |                              | Майкл (озвучивает Николай Быстров)           |
| 2018      | ф | Южный ветер                      | Јужни ветар                  | Петар Мараш                                  |
| 2018      | с |                                  | San                          | Kosta                                        |
| 2019      | ф | Балканский рубеж                 | Балканска међа               | Вук                                          |
| 2019      | ф | Холоп                            |                              | Гриша (озвучивает Сергей Габриэлян-младший)  |
| 2020      | ф | Кома                             |                              | Астроном                                     |
| 2020      | ф | Отель «Белград»                  |                              | Павел                                        |
| 2020      | с | Южный ветер                      | Јужни ветар                  | Петар Мараш                                  |
| 2020      | с | Магомаев                         |                              | Муслим Магомаев (озвучивает Даниил Щебланов) |
| 2022      | ф | Хочу замуж                       |                              | Сергей Навашин                               |
| 2022      | с | The Тёлки                        |                              | Андрей Миркин                                |
| 2023      | ф | Вызов                            |                              | хирург Владислав Николаев, коллега Евгении   |
| 2024      | ф | Холоп 2                          |                              | Гриша (озвучивает Сергей Габриэлян-младший)  |
| 2024      | ф | Любовь со второго взгляда        |                              | Никола Джокович                              |
| 2024      | с | Дайте шоу                        |                              | Кирилл Артемьев                              |
| 2025      | ф | Красный шёлк                     |                              | Николай Тимофеевич Гарин                     |

### Съёмки в рекламе
- В 2016 году являлся лицом сербской линейки одежды «Кадет» от «Кадет-бренд». Особенность одежды была в том, что она имела отсыл к эстетике времён императорской России и продвигала ценности русской культуры[24].
- В 2017 году участвовал в рекламной кампании часов Omega[25][26].
- В 2021 году участвовал в рекламной кампании HONOR 50[27].
- В 2024 году снялся в роли Паратова (героя пьесы А. Н. Островского «Бесприданница») в цикле рекламных роликов «ВТБ — это классика».

## Награды и звания

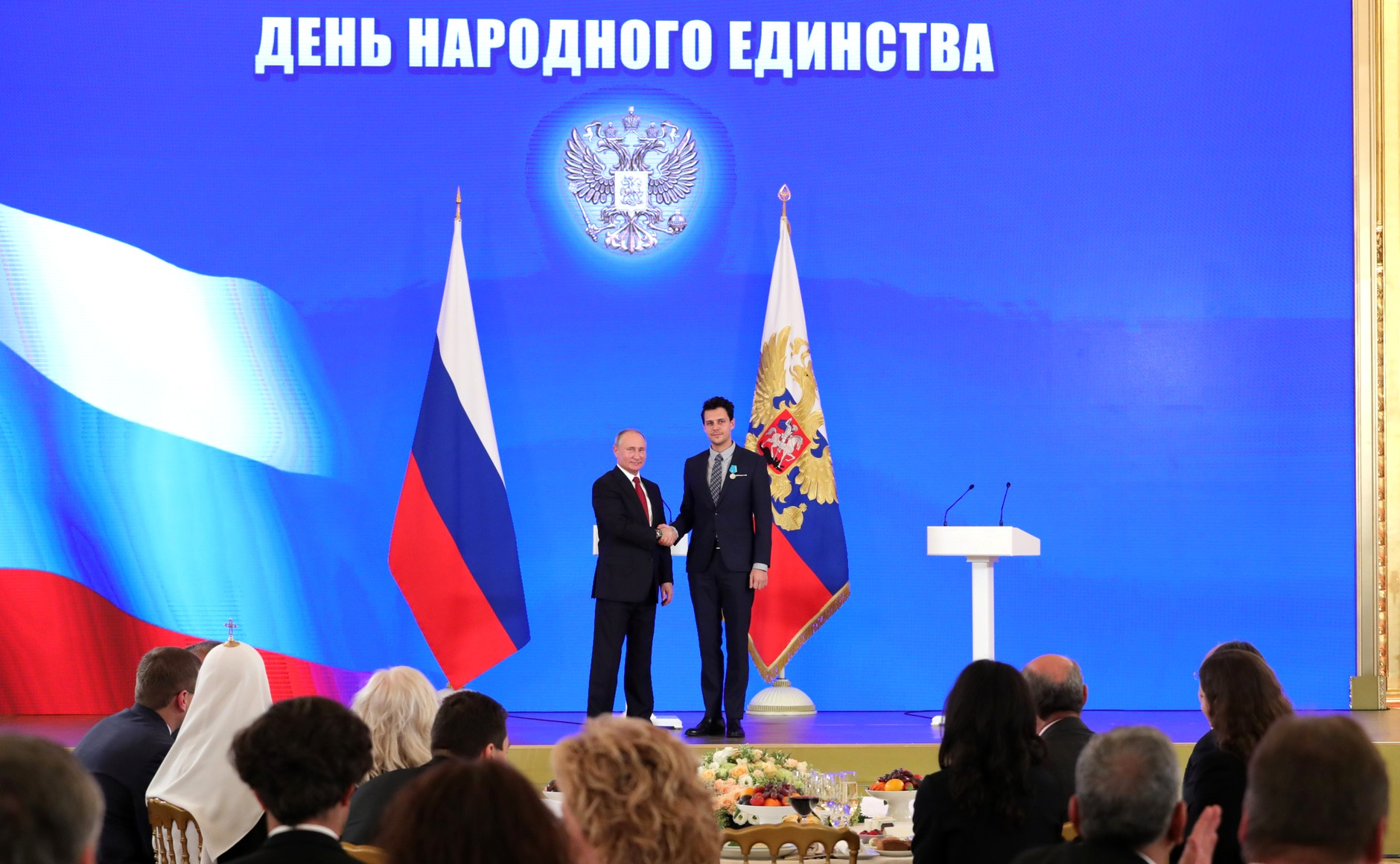
Награждение медалью Пушкина. Москва, Кремль, 4 ноября 2018 года

- 2011 год — награда сербского кинематографа за лучшую главную роль в фильме «Монтевидео» на кинофестивале в городе Ниш[7].
- 2011 год — «Человек года» по мнению сербского журнала Hello.
- 2012 год — «Человек года» по мнению сербского журнала Hello.
- 2013 год — хорватская театральная премия «Марул» за лучшую главную роль в спектакле «Мой сын, только ходит немного медленнее» (г. Сплит).
- 2014 год — награда за «Культурную реализацию в спектаклях Белградского Драматического театра в 2014 году» от Культурно-просветительного Союза Сербии.
- 2014 год — награда «Золотой значок Сербии за вклад в культуру» от Культурно-просветительного Союза Сербии.
- 2018 год — Медаль Пушкина (Россия, 24 октября 2018) — за заслуги в укреплении дружбы и сотрудничества между народами, плодотворную деятельность по сближению и взаимообогащению культур наций и народностей[28].
- 2022 год — Орден Звезды Карагеоргия II степени (Сербия)[29].
- 2023 год — российская музыкальная премия «Золотой граммофон» за песню «Танцуешь со мной».